# Капорал-Алекса
Капорал-Алекса (рум. Caporal Alexa) — село у повіті Арад в Румунії. Адміністративно підпорядковане місту Синтана.
Село розташоване на відстані 410 км на північний захід від Бухареста, 27 км на північний схід від Арада, 69 км на північний схід від Тімішоари.

## Населення
За даними перепису населення 2002 року у селі проживали 1319 осіб. Рідною мовою 1310 осіб (99,3%) назвали румунську.
Національний склад населення села:
| Національність | Кількість осіб | Відсоток |
| -------------- | -------------- | -------- |
| румуни         | 1292           | 98,0%    |
| цигани         | 17             | 1,3%     |
| угорці         | 5              | 0,4%     |